# Podskrajnik
Podskrajnik je naselje v Občini Cerknica.

## Prebivalstvo
Etnična sestava 1991:
- Slovenci: 41 (89,1 %)
- Hrvati: 1 (2,2 %)
- Srbi: 1 (2,2 %)
- Madžari: 1 (2,2 %)
- Neznano: 2 (4,3 %)